# Махаяна
Махая́на (санскр. महायान, дословно «Великая колесница»; кит. трад. 大乘, упр. dà chéng, пиньинь да-чэн; тиб. ཐེག་པ་ཆེན་པོ་, Тэгпа ченпо, — Вайли: theg-pa chen-po) — наряду с Тхеравадой одно из двух основных существующих в настоящее время направлений буддизма, включающее ряд региональных «школ», восходящих к сутрам, написанным преимущественно на санскрите, и различающихся по видам и способам практики и «философии» (в частности онтологии). Буддизм Махаяны возник в Индии.
В течение своей истории буддизм Махаяны распространился из Индии в другие азиатские страны, такие как Тибет, Монголия, Китай, Япония, Корея, Вьетнам, Сингапур, Непал, Бутан и некоторые регионы России (Бурятия, Тыва, Калмыкия).
Махаяна — Великая (Большая) колесница буддийского пути, проходя по которому, буддисты стремятся достичь Пробуждения во благо всех живых существ.
В основе теории и практики Махаяны лежит развитие бодхичитты и внеличностной (запредельной) мудрости Праджняпарамиты.
Махаяна — это свод учений для идущих по Пути Бодхисаттвы (вследствие чего изредка можно встретить ещё одно её название — Бодхисаттваяна). Она включает Сутру и Тантру.
Численность приверженцев буддизма Махаяны на 2013 год, по данным Питера Харвея, составляет примерно 360 миллионов человек.
Появление Махаяны датировано концом I века до н. э..
Махаяна сохранила очень старую «доканоническую» традицию буддизма, которая в значительной степени, но не полностью, была исключена из канона Тхеравады.
Махаяна сохранила древние идеи, от которых отказалась Тхеравада, такие как доктрина Трёх тел Будды, идея сознания (Виджняна) как континуума, а также почитание буддийского пантеона.
Элементы этого доканонического буддизма пережили канонизацию, последующую фильтрацию идей и возродились в Махаяне.
Традиции Тхеравады и Махаяны — «различные, но одинаково надежные записи доканонического буддизма, который теперь утерян навсегда»

## Этимология
Как пишет буддолог Джен Натье, термин «Махаяна» («Великая колесница») первоначально был почётным синонимом Бодхисаттваяны (санскр. — «пути Бодхисаттвы») — колесницы Бодхисаттвы (речь идёт о направлении буддизма), Бодхисаттва, согласно определению, это человек либо существо, взыскующее Буддовости на благо всех живых существ. Термин Махаяна, таким образом, является синонимом пути и учения Бодхисаттв. Эта особенность является практически основной в Махаяне и представляет важный поворотный пункт в развитии данной традиции.
В самых ранних текстах Махаяны термин «Махаяна» часто употребляется как синоним понятия «Бодхисаттваяна», но термин «Хинаяна» («Малая колесница»)]] сравнительно редок в ранних источниках. Предполагаемая дихотомия Махаяны и Хинаяны может быть обманчивой, поскольку эти два направления буддизма на самом деле не формировались в антагонистическом отношении друг к другу в ту же эпоху (I—X вв. н. э.).
Среди первых и наиболее важных ссылок на термин «Махаяна» упоминания о ней содержатся в «Лотосовой сутре» (IAST: Saddharma Puṇḍarīka Sūtra), появившейся между I веком до н. э. и I веком н. э.. Японский буддолог Сэйси Карасима предположил, что термин, первоначально использованный в ранней гандхарской версии «Лотосовой сутры», был не «mahāyāna», а «mahājāna», пракритская форма санскритского «mahājñāna» («Великое знание»). На более позднем этапе, когда сутра была переведена на санскрит, слово «mahājāna» превратилось в «mahāyāna», возможно, из-за двойного смысла в знаменитой притче о горящем доме из упайи, которая говорит о трёх путях (санскр. яна).

## История

### Теории происхождения Махаяны
Истоки Махаяны всё ещё не вполне ясны. В XX веке, за исключением его конца, в буддологии существовало две основные теории происхождения махаяны, опирающиеся на буддологию XIX века. Это были теория происхождения от мирян и теория происхождения от ранней школы Махасангхика. Впоследствии выявилась ошибочность данных теорий и было предложено несколько новых теорий.

#### Теория «мирского» происхождения

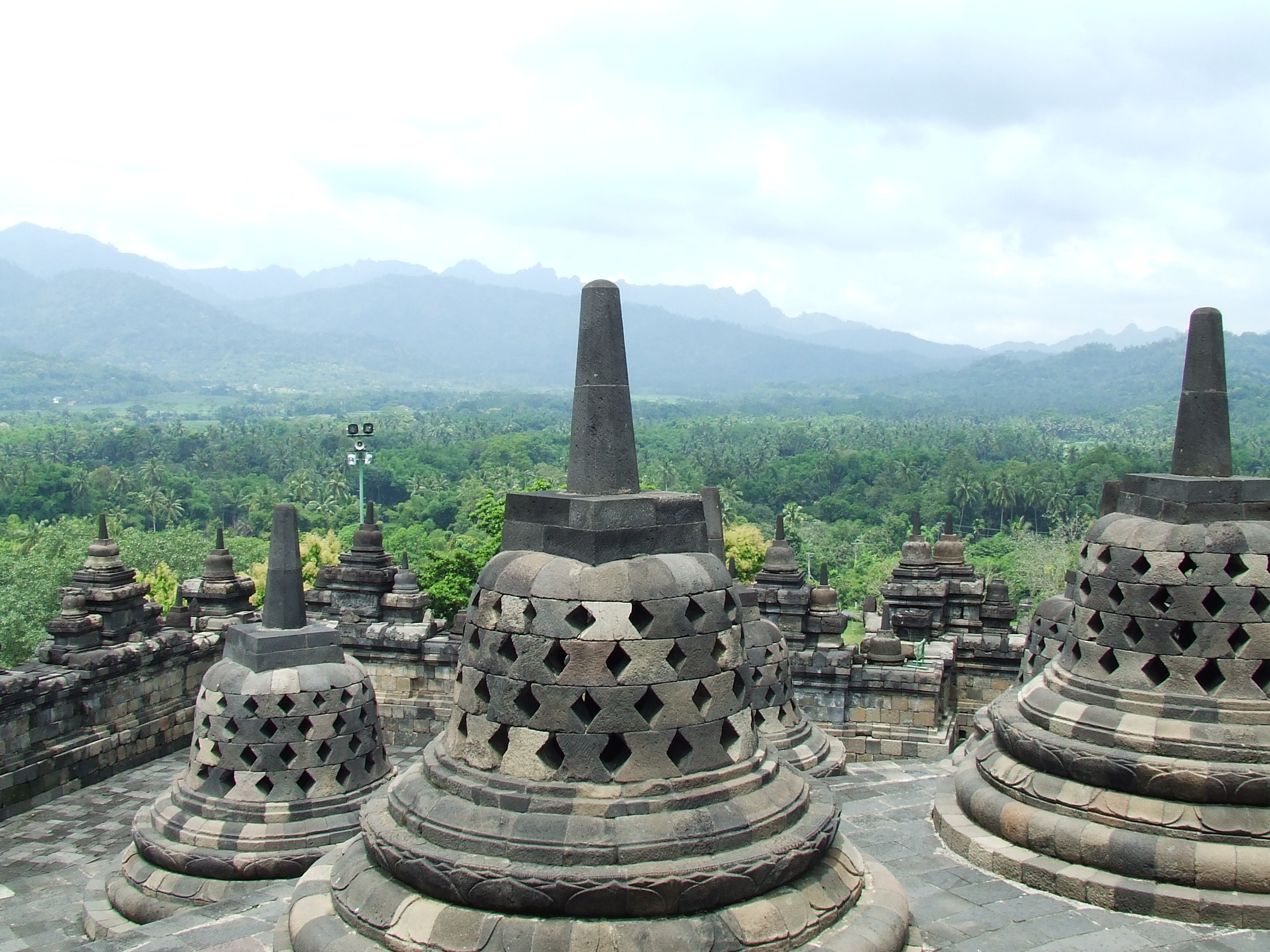
Древние буддийские ступы в Боробудуре, Индонезия

Теория «мирского» происхождения заключается в том, что махаяна сформировалась как ответ мирян на высокомерное стремление монахов стать архатом только для себя. Миряне же считали, что необходимо стать бодхисаттвами «для пользы других существ» и всеобщего спасения. Предпосылки для теории были опубликованы в работах В. П. Васильева (1857) и Томаса Рис-Дэвидса (1881). Впервые данную теорию в полном виде сформулировал Жан Пшылуски (Jean Przyluski) (1885—1944) в 1920-х — 1930-х годах. Пшылуски не подтверждал свою теорию отсылками к каким-либо текстам, но теория была принята большинством буддологов, так как выглядела правдоподобно. Теория являлась основной в буддологии несколько десятков лет. В 1950-х годах обновлённую «мирскую» теорию представил Акира Хиракава (Akira Hirakawa). Новая теория заключалась в том, что Махаяна была сформирована мирянами по большей части в местах почитания ступ. Теория Хиракавы была поддержана буддологами Японии, но не получила заметного развития в западной буддологии.
«Мирская» теория прекратила своё существование с выходом статьи Пола М. Харрисона (1987), в которой были опубликованы промежуточные итоги изучения группы из 11 ранних махаянских сутр на китайском языке. Перевод сутр датируется II веком, автором перевода большей части сутр считается Локакшема. Харрисон указывал в своём исследовании, что, несмотря на упоминание бодхисатв, сутры подчёркивают важность строгих монашеских практик и в ряде случаев «призывают мирян становиться монахами» или практиковать их практики. Рассматривая известную точку зрения о том, что Махаяна появилась вследствие раскола буддистов и появления течения с идеями, отличными от идей хинаяны, Харрисон путём анализа сутр также делает вывод о том, что сутры «не дают серьёзных оснований для такого взгляда на вещи» и «практически не поддерживают идею отдельной махаянской секты». Харрисон отмечает, что часть сутр считают верным достижение архатства и указывают, что они ведут к архатству, что противоречит отрицанию архатства. Харрисон отмечает, что в текстах не содержится указаний на почитание Авалокитешвары или Манджушри, что длительное время считалось одной из главных отличительных черт течения. Харрисон также отмечает, что тексты отрицательно высказываются о религиозной практике женщин, что не совпадает с мнением некоторых учёных о более мягком отношении Махаяны к этому вопросу.
Обновлённая теория Хиракавы также была раскритикована рядом учёных, отмечавших, что в её основе лежит «ряд ошибочных предположений», что она не имеет каких-либо свидетельств в свою пользу и находится под влиянием специфики японского буддизма, имеющего «мирскую» направленность.

#### Теория происхождения из Махасангхики
Теория происхождения из Махасангхики встречается в ранних исследованиях Генриха Керна (1896), Л. А. Вадделла (1895), Томаса Рис-Дэвидса (1896). Теорию подтверждает свидетельство китайского монаха Фа Сяня (337—422), прибывшего в Индию и, по его словам, нашедшего там в одном из монастырей Махаяны копию Винаи махасангхиков. Также монах утверждал, что учение Махасангхики являлось очень схожим с тем, чему учили сутры Махаяны. В дополнение исследователи аргументировали теорию тем, что и Махасангхика, и Махаяна имеют в своём начале корень «маха». Теория часто представлялась во взаимосвязи с «мирской» теорией. Также монах-переводчик Парамартха (VI век н. э.) связывал первоначальное составление сутр Махаяны со школами этой группы.
Критика теории появилась ещё в начале 1930-х годов и в основном состояла в том, что приводились доводы о существенном влиянии на Махаяну и других ранних школ или никай. Через несколько десятилетий важным критиком теории стал Хайнц Бехерт (Heinz Bechert), который с 1960-х годов заявлял об отсутствии различий между ранней Махаяной и никаями, а также о том, что ординация монахов Махаяны также происходила в никаях. Джонатан Силк в своей известной диссертации (1994) заявил, что не существует каких-либо свидетельств, указывающих на то, что в буддизме Индии были какие-то другие линии ординации монахов кроме линий никай. Данная точка зрения об отсутствии иных монашеских линий кроме линий никай к началу второго десятилетия XXI века стала общепринятой среди большинства буддологов. Известным исключением является точка зрения Грегори Шопена, утверждающего о противоречиях некоторых групп Махаяны с никаями. Дэвид Древес (David Drewes) считает, что это связано с теорией Древеса о «книжных святилищах» и указывает на отсутствие каких-либо подтверждающих фактов у Шопена в пользу его точки зрения о монашеских линиях.
Часть буддологов в процессе изучения теории также отмечали, что множество текстов описывают совместное проживание в монастырях последователей Махаяны с буддистами ранних школ.
Профессор Пол Харрисон указывает, что отнесение ранней Махаяны к какой-либо школе невозможно, так как «стало общепризнанным, что Махаяна была пан-буддистским движением или, лучше сказать, несвязанной совокупностью движений (подобно пятидесятникам или харизматическому христианству), распространявшихся сквозь сектантские границы».
С другой стороны, современные исследования отмечают связь сутр Татхагатагарбхи и ряда сутр Праджняпарамиты с махасангхиками региона Андхра. Кроме того, Сеиши Карашима, ссылаясь на других исследователей, утверждает наличие тесной взаимосвязи между Махасангхиками и ключевыми сутрами Махаяны: Aṣṭasāhasrikā prajñāpāramitā, Saddharmapuṇḍarīka, Samādhirāja, Mahāparinirvāṇa и Daśabhūmika..
В своей работе Карашима приводит развернутую аргументацию в пользу теории происхождения Махаяны из Махасангхики, утверждая, что термин Махаяна не использовался как название школы в ранний период. Карашима заключает: «Те, кто создавал, декламировал, копировал или проповедовал эти „новые священные писания“, вначале не называл себя „махаянистами“, поскольку они были членами сообщества махасангхиков. Поэтому вполне естественно, что название „Махаяна“ отсутствует в ранних индийских эпиграфических надписях. Однако это вовсе не означает, что буддизм Махаяны был „движением меньшинства“».

#### Теория «книжных святилищ»
До 1970-х годов в дополнение к двум теориям было также высказано несколько предположений о влиянии Нагарджуны, о влиянии персов, о месте зарождения (Андхра или северо-запад Индии), но основные взгляды не менялись. В 1970-х годах важной точкой в изучении ранней Махаяны стала работа Грегори Шопена (1975), в которой указывалось, что группы махаянистов отвергали ступы, но почитали махаянские сутры и организовывали специальные «культовые места» для почитания и хранения сутр. Данные места Шопен называл «институциональными базами». Согласно теории, Махаяна состояла из большого количества групп, каждая из которых следовала собственной сутре, занимающей центральное место в учении группы. Общее движение Махаяны таким образом представляло собой «свободную федерацию» близких групп. Пол Уильямс (1989) предполагал, что скорее всего у групп «была незначительная или непрямая и нерегулярная связь друг с другом». Теория Шопена была поддержана рядом буддологов и остаётся важной теорией и в настоящее время.
Критика теории основывается на очень малом количестве фрагментов сутр, из которых может быть выведена теория, и на их спорном характере. Дэвид Древес указывает на неоднозначную трактовку Шопеном термина «caityabhuta» в том контексте, что если последователи станут копировать, запоминать и декламировать сутры, то они станут caityabhuta. Ранее термин caityabhuta понимался как «подобный caitya» или «подобный ступе», по мнению же Шопена термин может пониматься как «истинное святилище», связанное с местом почитания сутр. Эту взаимосвязь Шопен выводит из того, что в сутрах говорится о том, что заслуга «от использования сутр» является большей, чем «от почитания ступ». В последних научных работах отмечается, что нигде в сутрах термин caityabhuta не указывает на конкретные места поклонения. Также отмечается, что сутры одобряют и почитание ступ. Критики теории считают важным то, что хотя ранее существовало несколько историй нахождения махаянских сутр в ступах, но в конце XX века обстоятельства нахождения были уточнены и пересмотрены, что привело к отсутствию подтверждений находкам махаянских сутр в ступах. Дэвид Древес указывает на отсутствие в реальности любых фактов, подтверждающих существование «книжных святилищ», и указывает на возможность «благополучно прийти к заключению, что они никогда и не существовали».
Схожая теория о том, что Махаяна изначально была «письменной традицией», почитающей практику переписывания сутр, в отличие от школ, которые занимались устной передачей сутр, не подтверждается свидетельствами в пользу того, что махаянские сутры изначально также во многих случаях «передавались изустно». Обнаружение нескольких текстов, не относящейся к Махаяне, записанных, возможно, во II веке до нашей эры также указывает на то, что не только Махаяна использовала тексты.

#### Лесная гипотеза
Лесная гипотеза считается наиболее значимой теорией среди теорий, появившихся в последние годы. Теория появилась в начале 1990-х годов в публикациях Пола Харрисона и Реджинальда Рэя. Теория состоит в том, что Махаяна появилась вследствие жёсткого аскетизма части буддистов, выбравших жизнь в лесу (aranya-vasa). Согласно Харрисону, китайские переводы махаянских сутр, датирующихся II веком, в значительной степени поощряют проживание в лесу и практики аскетизма. Согласно Рэю, лесные аскеты первыми ввели в буддизм ряд нововведений и тем самым послужили причиной зарождения и развития Махаяны и Ваджраяны. Уграпариприччха-сутра (Ugraparipriccha sutra), согласно Джен Натье, излагает взгляд «самой ранней или самой примитивной формы Махаяны». Сутра указывает, что «путь бодхисаттвы» состоит в практике в лесном отшельничестве и является «в высшей степени трудным предприятием». В итоге точка зрения о существенной роли лесных аскетических практик в ранней Махаяне была поддержана рядом буддологов.
Критика лесной гипотезы опирается на очень малое количество текстов, рекомендующих лесное отшельничество. В своей публикации Харрисон не указывает конкретных цитат из ранних сутр. Согласно приблизительной оценке Древеса, на самом деле лишь два текста из двенадцати сутр, предположительно переведённых Локакшемой, поощряют лесное отшельничество. В остальных же сутрах или нет описания проживания в лесу, тем самым сутры подчёркивают его ненужность, или присутствуют фразы, однозначно советующие читателю не становиться лесным отшельником. Две сутры советуют выполнять «очень лёгкие практики, такие как просто слушание сутр или размышление о конкретных Буддах», позволяющие буддисту после смерти достигнуть «чистых земель», в которых возможно очень быстро стать пробуждённым на «пути бодхисаттвы». Согласно Аштасахасрика-сутре, Будда указывает, что лесное отшельничество является «опасной практикой, распространяемой Марой», и советует не следовать этой практике. В этой же сутре, а также в сутре Шуранга-самадхи явно подчёркивается, что для бодхисаттвы не имеет значения отказ от «чувственных удовольствий». Например, бодхисаттва Дхармодгата в первой сутре представляется как великий бодхисаттва, который несмотря на то, что «живёт во дворце в середине города и имеет сексуальные отношения с 6 800 000 женщин», сохраняет «моральную чистоту» с помощью упайи.
Древес указывает, что версия Рэя, не изучавшего подробно раннюю Махаяну, в реальности также опирается только на один-два ранних текста и не принимает во внимание множество других текстов, часть из которых являются более ранними, чем тексты, на которые ссылается Рэй. Также, согласно Натье, интерпретация Рэя одной из сутр является некорректной и на самом деле в сутре представлена противоположная позиция по лесному отшельничеству.
Натье, также поддерживающая лесную гипотезу, опирается на Угра-париприччха сутру, считая, что в ней содержатся наиболее раннее описание Махаяны. Но в последних публикациях других буддологов приводится ряд аргументов в пользу того, некоторые другие сутры являются более ранними, в частности, это Аштасахасрика-сутра. Также сама Угра-париприччха сутра не даёт однозначной трактовки лесного отшельничества, в ней присутствует как рекомендация к проживанию в лесу лишь «погрязшим в заблуждениях» буддистам, так и восхваление Буддой решения Угру продолжать быть мирянином для блага людей. Другая работа Натье (2000) опирается на Акшобхьявьюха-сутру и указывает, что аскетические практики являлись в Махаяне первыми. Но в своей работе, согласно Древесу, Натье не учитывает, что кроме подчёркивания аскетизма сутра содержит и около двенадцати простых и очень простых практик, позволяющих последователю родиться в следующей жизни в Абхирати.

#### Теория «текстового движения»
Дэвид Древес, рассматривая предыдущие теории и их серьёзные недостатки, приходит к выводу, что единственной надёжной основой ранней Махаяны можно рассматривать «только сами сутры Махаяны». Древес считает ошибочной попытку концентрироваться на идее бодхисаттв, так как ранние махаянские сутры одобрительно относятся к архатству и не слишком выделяют бодхисаттв на фоне ряда других новых элементов. Древес высказывает мнение, что ранняя Махаяна являлась «текстовым движением», которое было ориентировано на махаянские сутры, их «трактовку, проповедование и распространение». При этом Махаяна находилась «в рамках (никогда в действительности не выходя за пределы) традиционных буддистских социальных и институциональных структур». Древес считает, что множество учёных полностью игнорировало или существенно принижало роль очень частого повторения в сутрах фрагментов о получении больших заслуг от копирования, запоминания и декламирования сутр. Древес считает, что данные текстуальные практики были основными практиками в ранней Махаяне.
Древес также указывает, что в отличие от немахаянских сутр в сутрах ранней махаяны вводится понятие дхармабханаки, которое означает монахов, проповедовавших сутры. В немахаянских сутрах такие проповедники имели другие названия и упоминались значительно реже. Многие махаянские сутры указывают, что дхармабханаки являются бодхисаттвами, решившими помогать всем живым существам из сострадания, ряд сутр указывают, что многие бодхисаттвы и будды, в том числе сам Будда Шакьямуни, в прошлом были дхармабханаками. Три сутры указывают, что дхармабханаки представляют собой девятую ступень на пути бодхисаттвы. Многие махаянские сутры указывают, что к дхармабханакам нужно относиться с большим почтением. Древес считает, что проповедники ранней Махаяны также занимались и созданием сутр, чтобы учесть в них «собственные идеи». Впоследствии та или иная сутра представлялась как заново «открытая» после её специального сокрытия Буддой, а также как рассчитанная на бодхисаттв. По мнению Древеса, последователи ранней Махаяны были «просто людьми, продолжающими расширение границ буддистского повествования почти в такой же манере, как и другие буддистские авторы», но зайдя за некоторую границу так, что это ощутила часть других буддистов.

### Ранний буддизм Махаяны

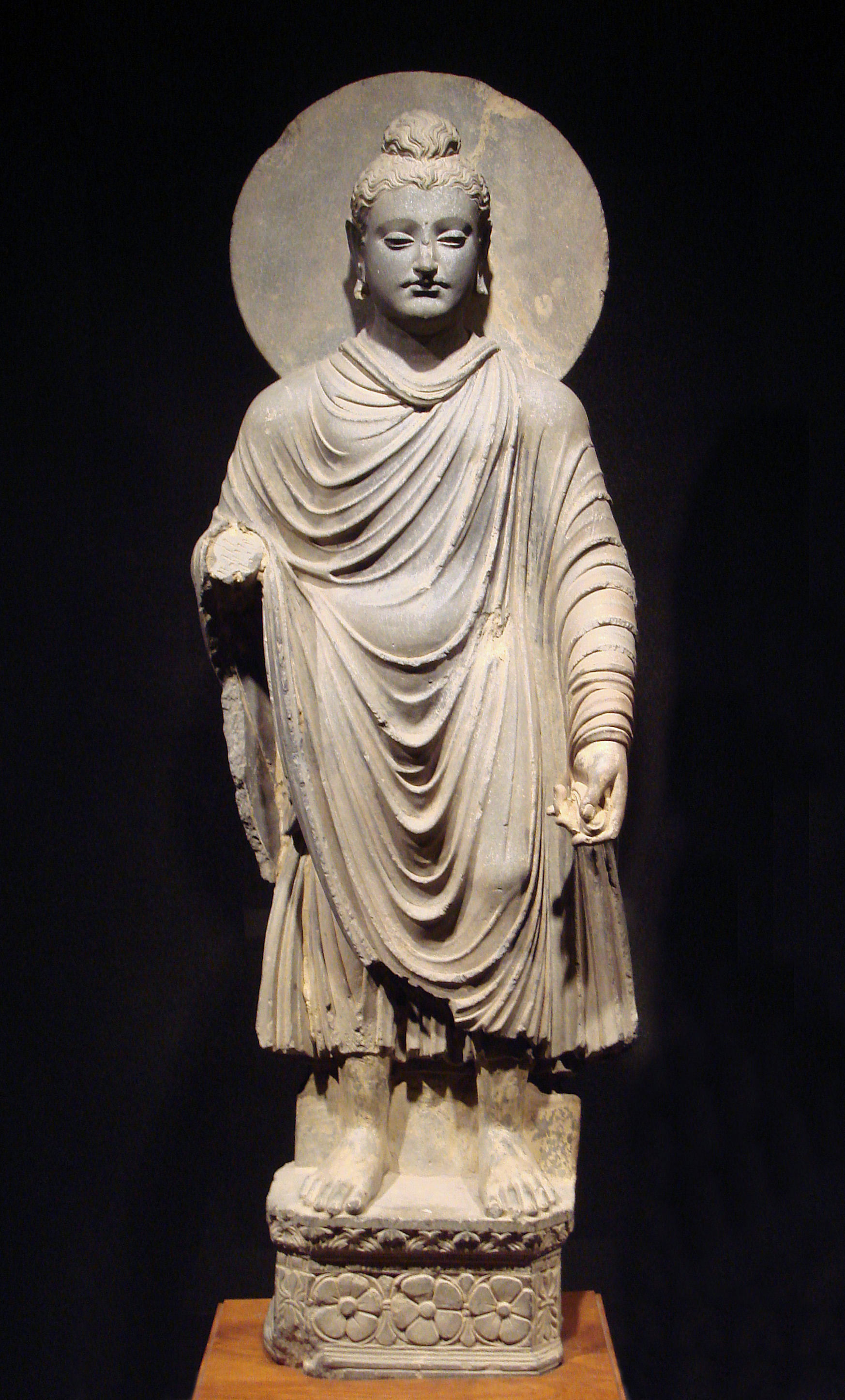
Ранняя статуя Будды из Гандхары, I—II век н. э.

Самые ранние письменные свидетельства о Махаяне происходят от сутр, появившихся в начале нашей эры. Джен Натье отмечает, что в некоторых из самых ранних текстов Махаяны, таких как Ugraparipṛccha Sūtra используется термин «Махаяна», но нет доктринальных отличий между Махаяной в этом контексте и в текстах ранних школ. Нет и оснований считать, что «Махаяна» относится скорее к образу Будды Гаутамы и пути Бодхисаттвы, стремившегося стать полностью просветлённым Буддой.
Не существует никаких доказательств того, что Махаяна является отдельной формальной школой или сектой буддизма, но было то, что она существовала как определённый набор идеалов, а затем доктрин, для бодхисаттв. Пол Уильямс также отметил, что в Махаяне никогда не было и никогда не пытались добиться отдельной Винаи или согласования с линией школ раннего буддизма, и поэтому каждый бхикшу или бхикшуни придерживались Махаяны формально и принадлежали к ранней школе. Это продолжается и сегодня с Дхармагуптакой, согласованной с соответствующей линией в Восточной Азии, и Муласарвастивада, согласованной со «своей» линией в тибетском буддизме. Поэтому у Махаяны никогда не было отдельного соперника из ранних школ.
Китайский монах Ицзин, который побывал в Индии в VII веке, отличает Махаяну от Хинаяны следующим образом:
Обе принимают одну и ту же Винаю, и у них есть общие запреты из пяти преступлений, и та же практика Четырёх Благородных Истин. Те, кто почитают бодхисаттв и читает сутры Махаяны, называются махаянистами, а те, кто этого не выполняет, называются хинаянистами.
Дэвид Древес считает, что Махаяной наиболее правильно называть группу буддистов, которые признают подлинность махаянских сутр. Также так можно называть и тех, кто определяет себя бодхисаттвами, но в ранний период Махаяны существовала большая группа буддистов, определявших себя бодхисаттвами или поступавших как бодхисаттвы, но отвергавших махаянские сутры. В настоящее время значительное число последователей Тхеравады также определяют себя бодхисаттвами, но не соглашаются определять себя последователями Махаяны.
Большая часть ранних сохранившихся свидетельств происхождения Махаяны приходит из ранних китайских переводов текстов Махаяны. Эти учения Махаяны впервые распространялись в Китае благодаря Локакшеме, первому переводчику сутр Махаяны на китайский язык во II веке.

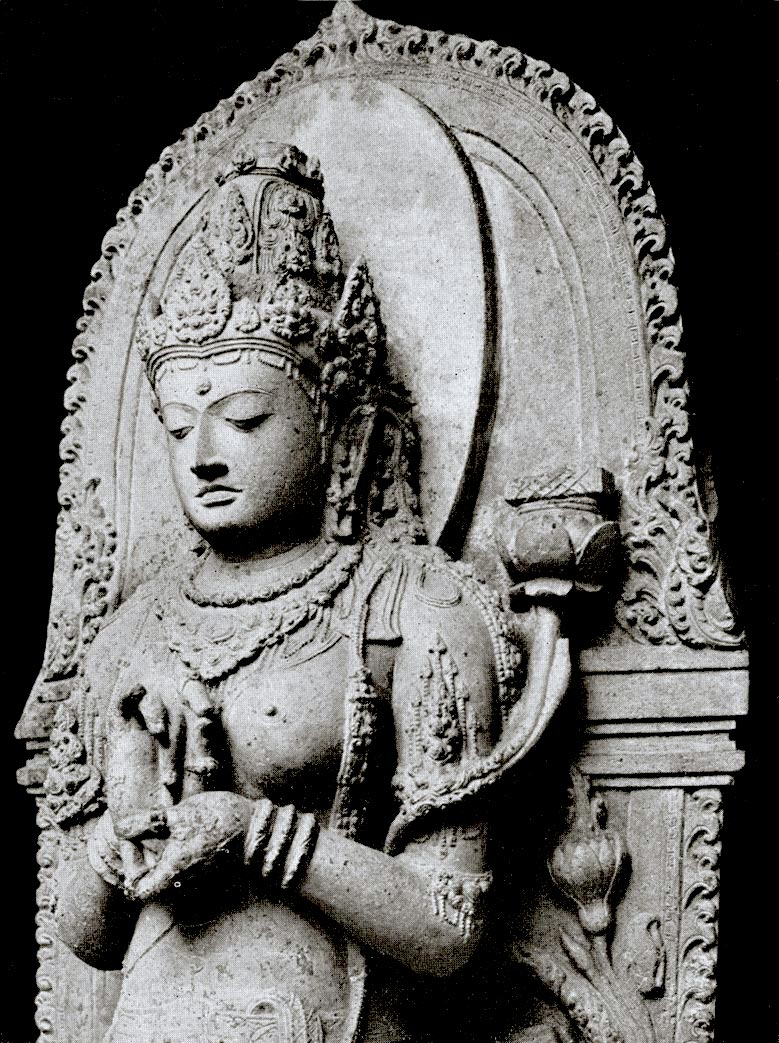
Статуя Праджняпарамита, Восточная Ява, Индонезия.

#### Старейшие сутры Махаяны
Некоторые учёные традиционно считают ранними сутрами Махаяны первые версии Праджняпарамиты наряду с текстами о Будде Акшобхья, которые, вероятно, были написаны в I веке до нашей эры в южной Индии. Некоторые ранние сутры Махаяны были переведены кушанскими монахами, пришедших в Китай из царства Гандхары. Первые переводы на китайский были сделаны в китайской столице Лоян между 178 и 189 годами. Некоторые сутры Махаяны переведены во II веке и включают следующее:
1. IAST:  Праджняпарамита-сутра
2. IAST:  Вималакирти Нирдеса-сутра
3. IAST:  Сутра о Бесконечной жизни
4. IAST:  Akṣobhyatathāgatasyavyūha
5. IAST:  Ugraparipṛccha
6. IAST:  Mañjuśrīparipṛcchā
7. IAST:  Drumakinnararājaparipṛcchā
8. IAST:  Сурангама Самадхи-сутра
9. IAST:  Bhadrapāla
10. IAST:  Ajātaśatrukaukṛtyavinodana
11. IAST:  Kāśyapaparivarta
12. IAST:  Lokānuvartana
13. Ранняя сутра, связанная с IAST:  Аватамсакой

Некоторые из них были, вероятно, составлены на севере Индии в I веке Таким образом, учёные в целом считают, что ранние сутры Махаяны были в основном написаны в Южной Индии, а позднее дополнительные писания были написаны уже на севере страны. Однако, предположение о том, что наличие развивающегося комплекса писаний Махаяны предполагает одновременное существование различных религиозных движений под названием «Махаяна», может быть ошибочно.

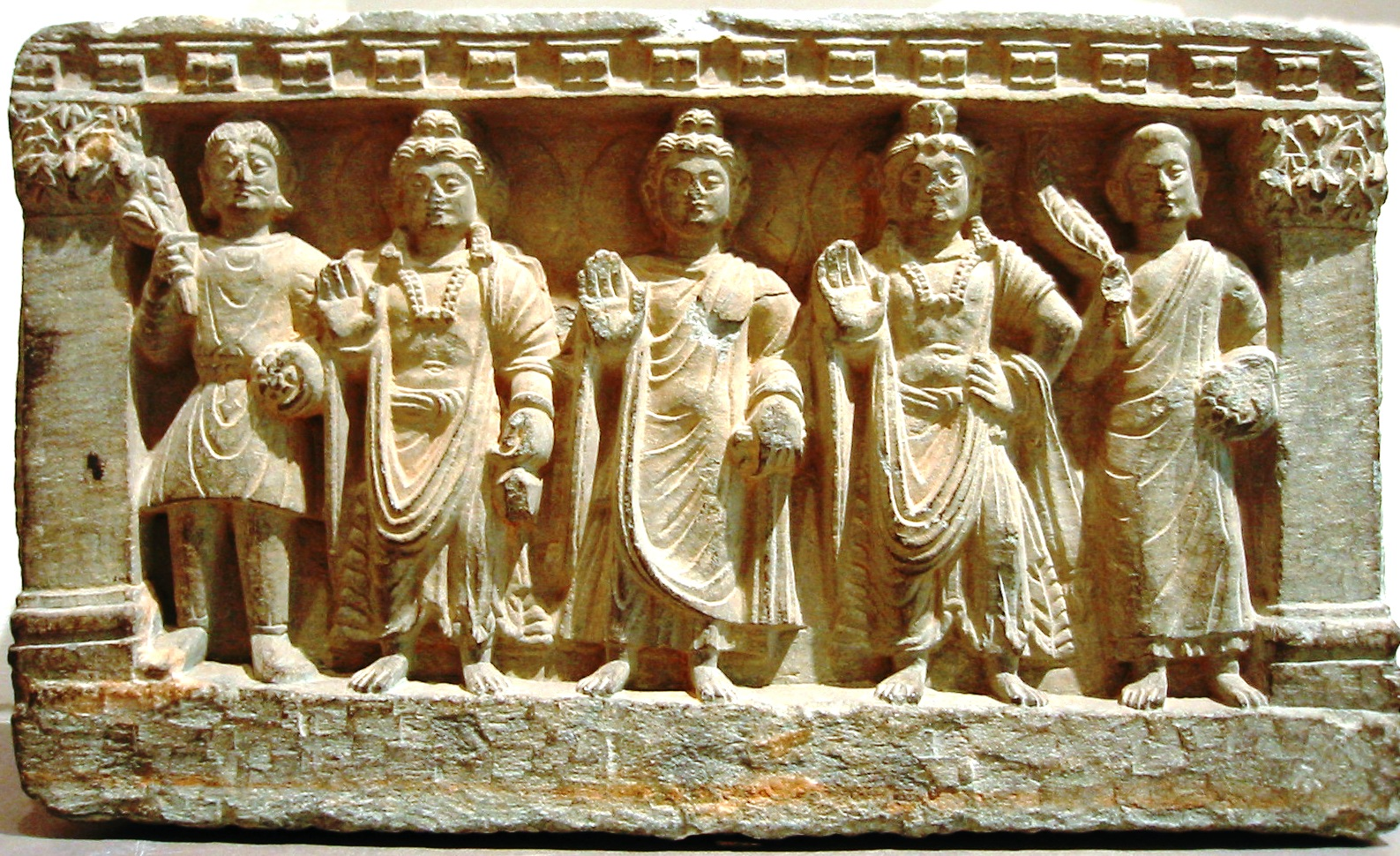
Махаянская триада, в том числе Бодхисаттва Майтрея, Будда и Бодхисаттва Авалокитешвара. II—III век, Гандхара.

#### Старейшие надписи
Самая ранняя каменная надпись, содержащая признаки Махаяны, была найдена в Индии на сохранившейся части статуи Будды Амитабхи и датируется эпохой Кушанского царства: примерно 153 годом. Чуть более поздняя каменная надпись была найдена в Матхуре и датируется примерно 180 годом. На останках статуи Будды надпись гласит: «Сделано в 28 год правления кушанского царя Хувишки, … для Будды Амитабхи» (сегодня эти останки в музее Матхуры).
Однако этот образ был сам по себе из крайне маргинальных и изолированных в общем контексте буддизма в Индии в то время и не оказал прочного и долгосрочного влияния. Доказательства этимологии «Махаяны» в индийских надписях на период до V века очень ограниченны по сравнению с писаниями Махаяны, передающихся в то время от Центральной Азии в Китай.
Эти расхождения между переводом текстов и эпиграфическими доказательствами предполагают существование отличий школ Махаяны от школ Хинаяны. Эта точка зрения была в значительной степени опровергнута в последнее время, так как Махаяна в настоящее время признаётся в качестве традиции в контексте ранних буддийских школ, а не как отдельное движение.

### Поздний буддизм Махаяны
В период позднего буддизма Махаяны развивались четыре основных философских направления: Мадхъямака, Йогачара, теория Татхагата-гарбхи и буддийская логика. В Индии Махаяну стали представлять две основные философские школы — Мадхъямака и позже Йогачара.

### Наследие раннего буддизма Махаяны
Ранние формы Махаяны, такие как доктрины и учения Праджняпарамита, Йогачара, Природа Будды и Буддизм Чистой Земли всё ещё очень популярны в Восточной Азии. В некоторых случаях они получили достаточное развитие, в то время как в других ситуациях они рассматриваются более традиционно. Пол Уильямс отметил, что в этой традиции на Дальнем Востоке первостепенным было изучение сутр.

### Наследие позднего буддизма Махаяны
Поздние формы буддизма Махаяны в Индии лежат в основном в школах эзотерического буддизма. Они были заменены в Индии и Центральной Азии после прихода ислама (Суфизм и др.) и индуизма. Они по-прежнему существуют в некоторых районах Гималаев. В отличие от восточноазиатских традиций, наблюдается сильная тенденция в тибетском буддизме и гималайских традициях косвенный подход к сутре, через посредство экзегетического трактата.

## Доктрина

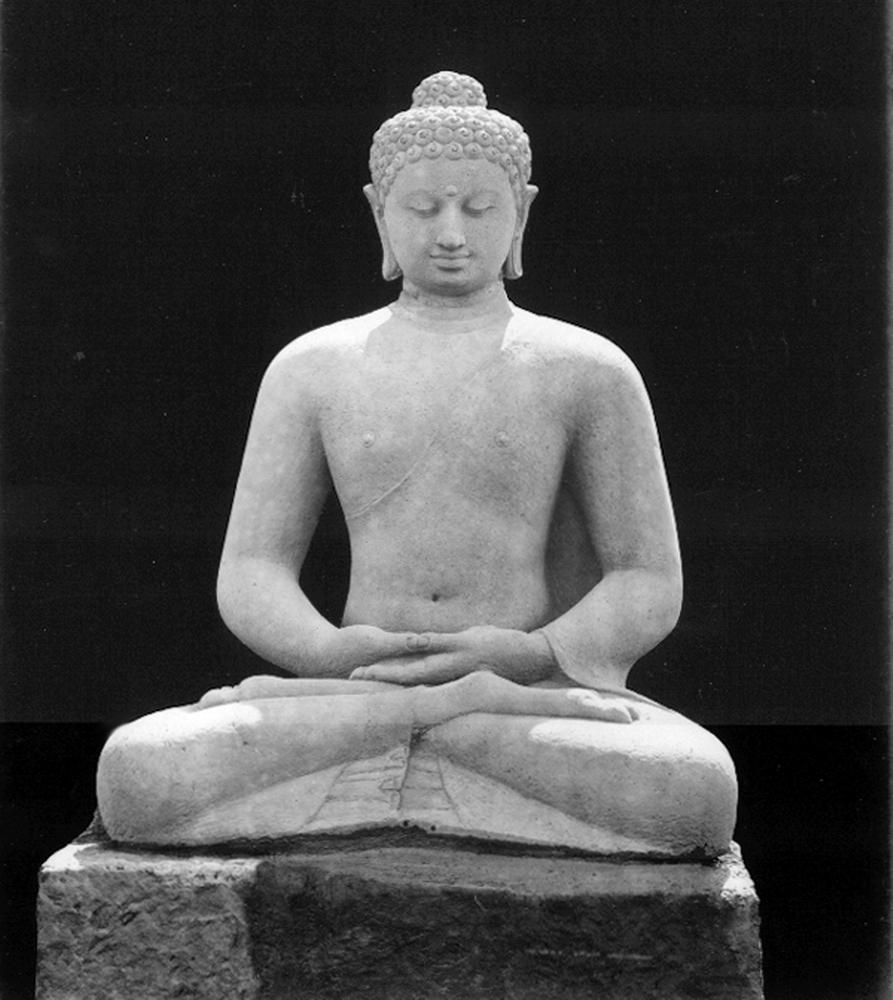
Статуя Будды Амитабхи из Боробудура, Индонезия.

О буддизме Махаяны мало что можно сказать с уверенностью, особенно это касается его ранней индийской формы; кроме того, Махаяна практикуется в китайском, вьетнамском, корейском, тибетском и японском буддизме. Махаяну можно охарактеризовать как слабо связанную коллекцию из большого количества учений с большими и экспансивными доктринами, которые могут сосуществовать одновременно.
Махаяна является исключительно традиционной и характеризуется плюрализмом и принятием новых сутр в дополнение к ранним текстам Агам. Махаяна видит себя в качестве проникающей дальше и глубже в дхарму Будды. Существует тенденция в сутрах Махаяны, рассматривающая присоединение к этим сутрам как генерацию духовных благ. Таким образом, сутра Śrīmālādevī-siṃha-nāda утверждает, что Будда показал, что преданность Махаяне изначально выше по добродетели, чем следование путям шравак или пратьекабудд.
Двумя главными «опорами» махаянской традиции являются праджня или высшая интуитивная мудрость и сострадание (каруна). Качества пассивной мудрости и сострадания, выражаемого через применение искусных средств, являются ключевыми для бодхисаттвы, так как, согласно махаянским сутрам, «невозможно стать буддой, не обладая в совершенстве этими двумя качествами».
Основные принципы доктрины Махаяны были основаны на возможности универсального освобождения от страданий для всех существ (отсюда и «Великая Колесница») и существовании будд и бодхисаттв, отражающих природу Будды. Некоторые школы Махаяны упрощают выражение веры, давая альтернативный способ спасения, и заключаются в получении милости от Будды Амитабхи. Этот образ жизни наиболее сильно подчёркивается в школах Буддизма Чистой Земли и в значительной степени способствует успешному развитию Махаяны в Восточной Азии, где духовные элементы традиционно полагались на осознанность Будды, мантры, дхарани, и чтение сутр Махаяны. В китайском буддизме у большинства монахов, не говоря уже о мирянах, практика Чистой Земли сочетается с дзэном.
Большинство школ Махаяны верят в сверхъестественных бодхисаттв, которые посвящают себя Парамите (санскр. pāramitā), окончательному знанию (санскр.sarvajñāna) и освобождению всех живых существ. В Махаяне Будда рассматривается как конечное, высшее существо, во все времена, во всех существах, и во всех местах, где пребывали бодхисаттвы, дающее универсальный идеал из альтруистических качеств.

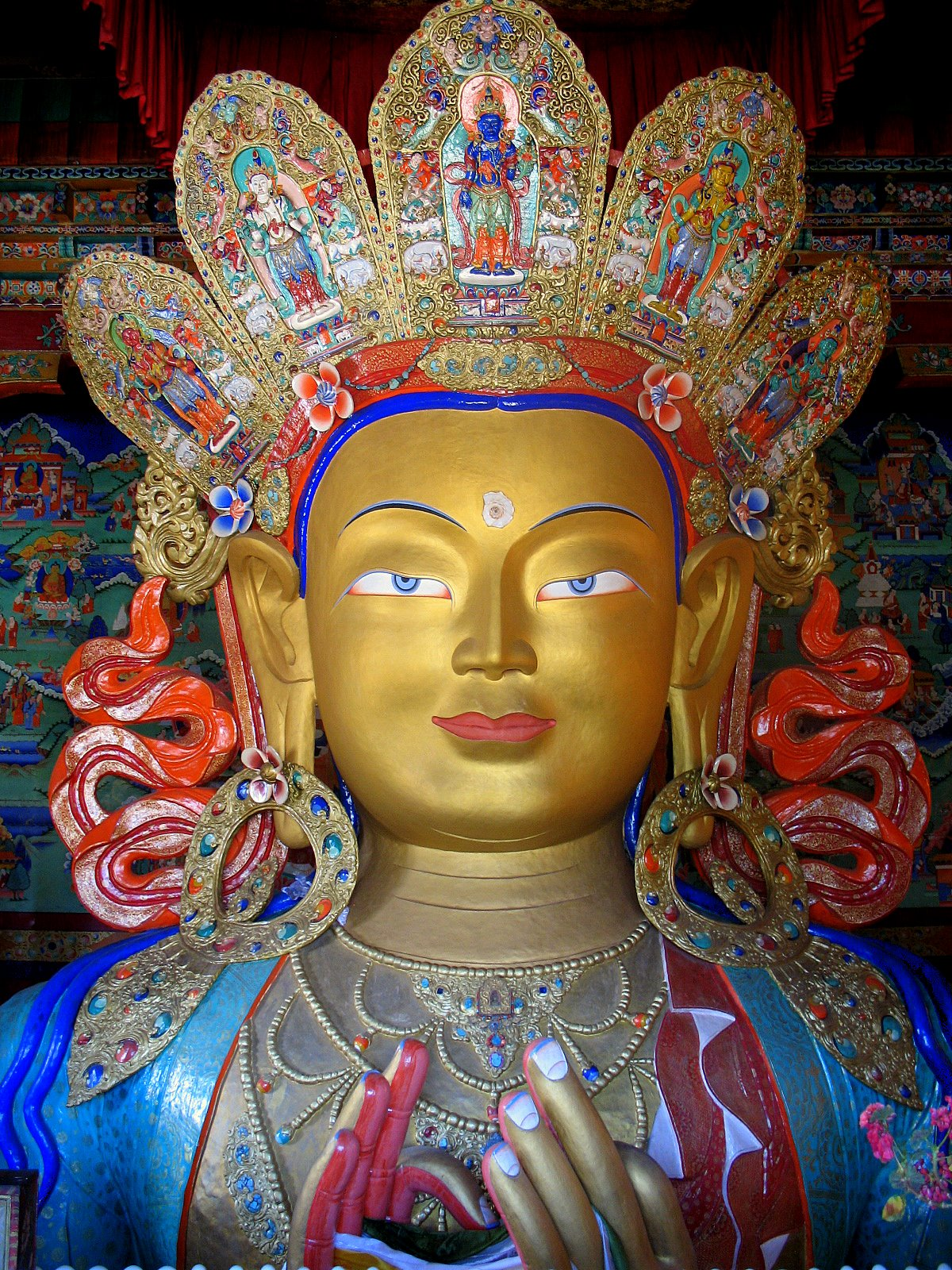
Бодхисаттва Майтрея, будущий преемник Будды Гаутамы. Монастырь Тхиксе, Тибет.

### Универсальность
В традиции Махаяны считают, что достижение уровня Архата не является окончательным. Это основано на тонких доктринальных различиях между рядом положений Махаяны и некоторыми мнениями, содержащимися в учении ранних буддийских школ, касающихся вопросов Нирваны и окончательной Паринирваны. Позиции Махаяны здесь похожи на ранние школы Махасангхики (mahāsāṃghika).
Некоторые из ранних школ считают, что паринирвана всегда следует за нирваной — состояние достижения архатства не считается окончательным, и должно быть сменено «подходом» Бодхисаттвы.
Это отличие наиболее ярко проявляется в отношении доктринальной озабоченности по поводу возможностей Будды после нирваны, которая определяется ранними школами как паринирвана. Среди ранних школ, полностью просветлённых Будде (санскр. samyaksaṃbuddha), есть такие, которые не в состоянии прямо указать путь к нирване после смерти. Однако некоторые школы Махаяны, считают, что раз полностью просветлённый Будда (санскр. samyaksaṃbuddha) возникает, то он по-прежнему прямо и активно указывает путь в нирвану, пока есть существа, находящиеся в сансаре. Следовательно, некоторые школы Махаяны говорят о бодхисаттве, намеренно не говоря о Будде.
Ранние школы считали, что Майтрея будет следующим Буддой, который вновь откроет путь к нирване, когда учения Будды Гаутамы будут забыты. Идея некоторых школ Махаяны, что Майтрейя станет следующим Буддой и восстановит дхарму, когда она больше не будет существовать, но когда он умрёт (или войдёт в махапаринирвану), он будет также продолжать учить дхарме. Кроме того, некоторые школы Махаяны утверждают, что хотя это правда, что Майтрейя будет следующим Буддой, есть бесконечное число мировых систем, во многих которых в настоящее время активно проявляют себя будды или бодхисаттвы.
Традиции Махаяны утверждают, что в конечном итоге все достигнут полного просветления (санскр. Anuttarā Samyaksaṃbodhi). Махаяна обозначена как универсальная, в то время как позиция ранних писаний говорит о том, что достижение нирваны зависит от усилий и что оно не предопределено.

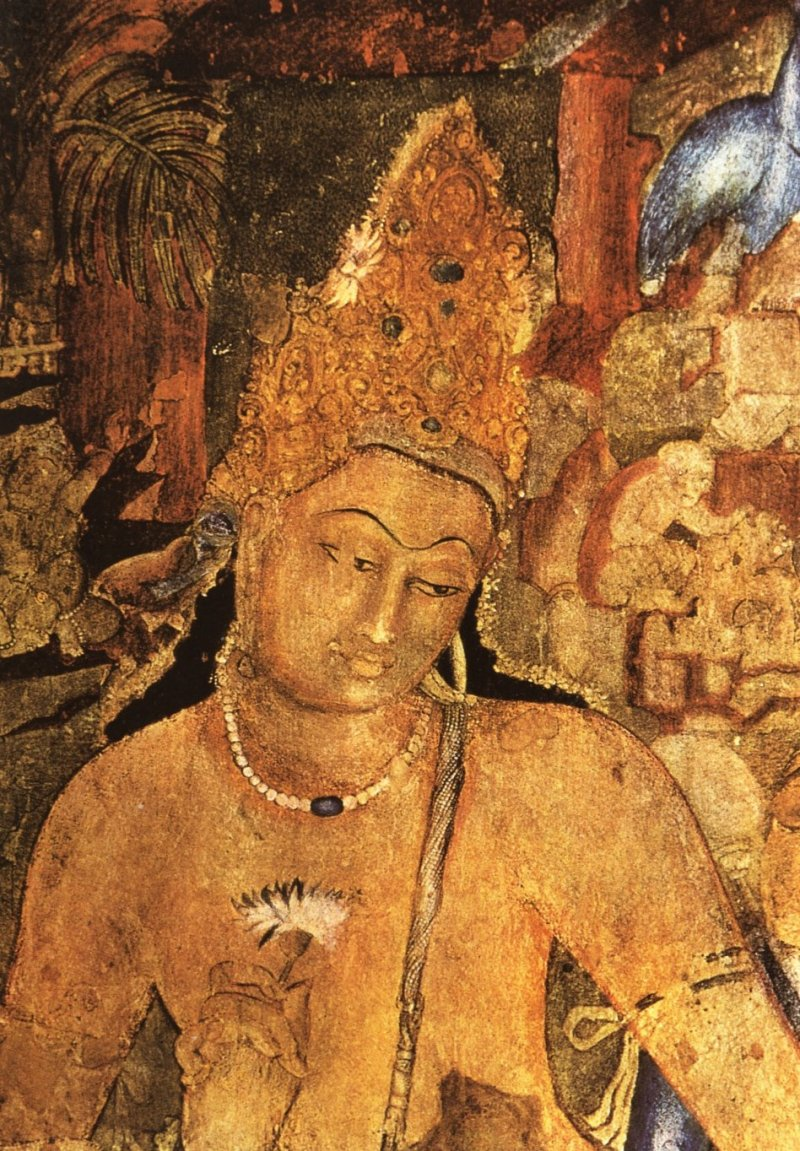
Авалокитешвара, бодхисаттва сострадания. Пещеры Аджанты, Махараштра, Индия.

### Бодхисаттвы
Традиция Махаяны считает, что лишь освобождение от страданий и достижение нирваны является слишком узким стремлением, потому что этому не хватает мотивации активно освобождать всех других живых существ из сансары. Тот, кто участвует в этом пути, именуется Бодхисаттвой.
Основное внимание Бодхисаттв направлено на бодхичитту, обет стремиться к пробуждённому уму Будды для блага всех живых существ. Как отмечает Ананда Кумарасвами, «наиболее существенная часть Махаяны является его акцент на идеал Бодхисаттвы, который заменяет архата, или ряды перед ним». В соответствии с учением Махаяны, быть бодхисаттвой высокого уровня включает в себя обладание великим умом, состраданием и трансцендентной мудростью (санскр. prajñā), чтобы понимать реальность присущих пустоты и взаимозависимого перерождения. Махаяна учит, что практикующий, наконец, должен реализовать достижения Будды.
Шесть совершенств (санскр.pāramitā), традиционно необходимые для бодхисаттв:
1. IAST:  Данапарамита : Щедрость, совершенство дарений
2. IAST:  Шилапарамита : Этика, совершенство в поведении и дисциплине
3. IAST:  Кшантипарамита : Терпение, совершенство терпения
4. IAST:  Вирьяпарамита : Усердие, совершенство силы усердия
5. IAST:  Дхьянапарамита : Медитация, совершенство медитации
6. IAST:  Праджняпарамита: Мудрость, совершенство трансцендентной мудрости

### Целесообразные средства
Целесообразные средства (санскр.उपाय upāya) — это эффективный метод, который помогает пробуждению. Всё, что эффективно указывает путь к освобождению, можно назвать «Целесообразными средствами» — эффективным методом для пробуждения существ от духовного сна невежества: доктрины являются «целесообразными», то есть духовно полезными.
Осуществление упайи как «способности к адаптации своих сообщений для аудитории (ученика), встречается ещё в каноне пали». На самом деле термин пали Упайя-Каушалья имеет место в каноне пали, в сутте Сангити из Дигха Никая, однако именно школы Махаяны вырабатывают на основе идеи упайи богатейший и разнообразный арсенал средств обучения.

### Освобождение
Махаяна разработала богатую космографию, с различными буддами и бодхисаттвами, проживающими в сферах рая. Концепция Трикайя (trikāya) поддерживает эти конструкции. Доктор Син Гуан описывает Будд Махаяны как «всемогущее божество, наделённое сверхъестественными многочисленными атрибутами и качествами. ‹…› [Он] описан почти как всемогущий Бог».
В зависимости от школы, это спасение «рай» может быть получено по вере, работе с изображениями, а иногда даже при простом призывании имени Будды. Такой подход к спасению в начале массового призыва преданных буддизма, особенно представлены в Буддизме Чистой Земли (净土宗).
Эта богатая космография также позволила Махаяне быть весьма синкретической при размещении других конфессий или божеств. Были предложены различного происхождения объяснения для её возникновения, такие как связь с «популярным в индуистском культе Бхакти, а также в персидской культуре и греко-римской теологии, которая в итоге появляется в Индии с северо-запада».

### Природа Будды
Учение «Природа Будды» основано на идее «светлого ума», нашедшей отражение в Агамах. Это учение основано на таких понятиях, как бодхи, дхату. Сутра Махапаринирвана гласит: «Сущность (Атман) является тонкой природой Будды…», а позже в сутре Ланкаватара говорится, что природа Будды может быть принята для себя (Атман), но это всё же не так. В ряде сутр природы Будды, слово «Я» (Атман) используется как определение, характерное для этих сутр. (См. Атман.)
По мнению некоторых учёных, природа Будды (Татхагатагарбхи) обсуждается в некоторых сутрах Махаяны и не представляет существенного себя (Атман), а, скорее, это позитивный язык и выражения пустоты (Шуньята) и представляет собой возможность для реализации состояния Будды через буддийские практики. Это «истинное Я», возможно в представлении врождённого аспекта отдельной актуализации конечной личности.
Фактическое «видение и знание» этой сущности Будды (Будда-дхату, совместно с термином Дхармакая или самостоятельного Будды) помогает вступить в нирваническое освобождение. Эту сущность Будды или «природу Будды», как указано, может найти каждый отдельный человек, призрак, Бог и живое существо. В сутрах природы Будды, Будда изображается описанием его сущности, как он сотворён и то, что он бессмертен. Тем не менее, именно это уже реальное и настоящее, скрытый внутренний элемент бодрствования (бодхи), что, согласно сутрам природы Будды, становится подсказкой существам к освобождению от мирских страданий, и позволяет им достичь чистого блаженства, что лежит в основе своего бытия. После завесы от негативных мыслей, чувств и нездорового поведения (Клеша) всё это исключается из ума и характера, пребывающего в принцип Будды (Будда-дхату: Природа Будды) может беспрепятственно проходить преобразования провидца в Будду.
В метафизике Махаяны доминировали учения о пустоте, в виде философии Мадъямаки. Язык, используемый при таком подходе в первую очередь отрицателен, и жанр сутр природы Будды можно рассматривать как попытку состояния ортодоксального буддийского учения взаимозависимого происхождения и на таинственной реальности нирваны использованы на положительном языке вместо этого, чтобы люди не отвернулись от буддизма, усвоив при этом ложное впечатление нигилизма. Конечная цель пути характеризуется использованием ряда положительного языка, который был использован ранее в индийской философии эссенциалистских философов, но в настоящее время превращается в новый буддийский словарь, который описал существо, которое успешно завершило буддийский путь.
Экзегетический трактат (то есть толкования текста) в Татхагатагарбхе является Уттаратантра, который видит природу Будды не как ущерб и условность (saṃskṛta), но и как вечное, извечное, безусловное, и в состоянии не уничтожения, хотя временно скрытое в мирских существах от случайного загрязнения. Доктор Себастьян говорит, что термин Уттаратантра (Атман-Парамита) следует понимать как «уникальность сущности Вселенной», такой универсальной и имманентной сущностью природы Будды во времени и пространстве.

## Махаяна и школы Тхеравады

### Роль бодхисаттвы
В ранних буддийских текстах, и учениях современных школ Тхеравады, учение Будды в будущем рассматривается как учение с меньшим числом последователей, нежели в более ранние времена.
Сегодня в рамках деятельности буддийских общин разных направлений существуют программы «в интересах будущих поколений». Главная их цель заключается в том, чтобы не потерять учения Будды, но всё же в нынешнюю эпоху для большинства практикующих нет особой необходимости участвовать в подобных программах. Источники Тхеравады, тем не менее, считают, что это (действия, направленные на благо будущих поколений) более совершенная добродетель.

### Тхеравада и Хинаяна
Хотя школы Тхеравады обычно описываются как принадлежащие к Хинаяне, некоторые авторы утверждают, что их не следует так рассматривать с точки зрения Махаяны. Их мнение основывается на различном понимании концепции Хинаяны. Вместо того, чтобы в отношении термина как относящиегося к любой школе буддизма, что не принято каноном и доктринами Махаяны, те, которые касаются роли бодхисатвы, эти авторы показывают, что классификация школ Хинаяны должна в решающей степени зависеть от соблюдения (выявления) конкретных феноменологических позиций. Они указывают, что в отличие от ныне нефункционурующей школы Сарвастивады, которая была главным объектом критики Махаяны, Тхеравада не претендует на утверждение о существовании независимых лиц (речь об атмане: «Все дхаммы лишены души», — сказано в одном из важнейшеих тхеравадинских текстов «Дхаммападе» строфа 279), и в этом она сохраняет отношение раннего буддизма. Приверженцы буддизма Махаяны не согласны с субстанциалистской мыслью о Сарвастиваде и Саутрантике, но зато подчеркивают доктрины пустоты; Калупахана считает, что они всегда старались сохранить более ранние учения. В Тхераваде слишком много места уделено опровержению двух других учений раннего буддизма — Сарвастивады и Саутрантики (а также и других школ) на том основании, что их теории (Сарвастивады и Саутрантики) были в конфликте с «не-субстанциональным стандартом», который отстаивала Тхеравада. Аргументы Тхеравады приводятся в различных местах палийского канона, в том числе в писании Kathāvatthu. Таким образом, согласно этой точке зрения, ни одна из ранних форм буддизма Хинаяны не дошла до наших дней в аутентичном виде.
Некоторые современные деятели Тхеравады симпатизируют махаянским текстам, таким как Сутра Сердца (санскр. प्रज्ञपारमिता हॄदयसूत्र, IAST: Prajñāpāramitā Hridaya Sūtra) и Нагарджуны Основные Строфы на Срединный Путь (санскр. Mūlamadhyamakakārikā).

## Комментарии
1. ↑  See also Atthakavagga and Parayanavagga